# Shin Megami Tensei: Persona 4
Shin Megami Tensei: Persona 4, lanzado en Japón simplemente como Persona 4 (ペルソナ4), es un videojuego de rol desarrollado y publicado por Atlus para la consola de PlayStation 2, y cronológicamente es la quinta entrega dentro de la serie de Persona. Asimismo, este título forma parte de la franquicia Megami Tensei. En el mes de junio del 2008 se publicó en Japón, después tuvo su lanzamiento durante diciembre del mismo año en América del Norte, en Europa se presentó hasta marzo del 2009. Persona 4 tiene lugar en un campo japonés ficticio y está estrechamente relacionado con los juegos anteriores de Persona. El protagonista es un estudiante de preparatoria que decide irse al campo durante un año. Se involucra en investigaciones de misteriosos homicidios aportando una ventaja con el poder de las Personas. El juego cuenta con un sistema para pronosticar el tiempo con eventos especiales que ocurren durante los días brumosos, esto reemplaza el sistema "fases de luna" que tienen los juegos anteriores. 
La narrativa de Persona 4 se inspiró en novelistas de misterio, centrándose en autores de novelas negras. El contexto rural se basó en un pueblo a las afueras del Monte Fuji y se pensó como el "lugar en ninguna parte" que sería el escenario central donde los jugadores podrán experimentar la vida cotidiana de los personajes. Los desarrolladores añadieron una serie de eventos dentro del juego para evitar que este se vuelva aburrido. Durante el proceso de traducción, el juego pasó por una serie de cambios tanto en nombres como en referencias culturales, con el fin de preservar los efectos de los mismos, pero algunos aspectos de la cultura japonesa fueron totalmente alterados o suprimidos de la versión final. El lanzamiento en Japón fue acompañado por mercancías como accesorios y disfraces de cada personaje. La entrega del juego en América del Norte se publicó junto un CD que contiene música especial de la banda sonora, y, a diferencia de Persona 3, la versión europea también contenía el CD con las pistas originales. La música, como en títulos anteriores, la compuso principalmente,  Shoji Meguro. Colaboró esta vez con Shihoko Hirata, quien es la voz principal en varias canciones, incluyendo la pista de introducción "Pursuing My True Self". 
Este título recibió buenas críticas y se desarrolló en una franquicia como tal. Una versión mejorada para el PlayStation Vita titulada Persona 4 Golden fue publicada para Japón en el mes de junio de 2012, y en América del Norte en el mes de noviembre del mismo año, en Europa fue hasta febrero del 2013. Adaptaciones a historietas japonesas (manga) y Novelas ligeras (light novel), así como otras derivaciones se han estrenado. Una adaptación televisiva, animación, por AIC ASTA, titulada Persona 4: The Animation, fue transmitida en Japón durante el periodo octubre de 2011 a marzo de 2012, con otra adaptación animada de Persona 4 Golden, producida por A-1 Pictures, la cual comenzó transmisión en julio de 2014. Salieron dos juegos de peleas que son secuelas a la historia principal, Persona 4 Arena y Persona 4 Arena Ultimax, y un juego de ritmo, Persona 4: Dancing All Night.

## Jugabilidad
Persona 4 fusiona elementos RPG tradicionales con aspectos de simulación. El jugador controla al protagonista, un adolescente, cuyo nombre es dado por el jugador, que va hacia el pueblo de Inaba para pasar un año. La jugabilidad se divide entre el mundo real de Inaba, donde el protagonista puede llevar a cabo su vida cotidiana, y el misterioso "Mundo de la TV" en el cual se encuentran varias mazmorras donde las criaturas conocidas como Sombras están esperando. A excepción de los eventos en el guion, como la trama o sucesos especiales, los jugadores pueden pasar el día haciendo cualquier actividad: unirse a un club escolar, tener empleos de medio tiempo, leer libros, o explorar las mazmorras del Mundo de la TV para conseguir experiencia y objetos. Los días tienen, a su vez, otras divisiones en horas del día, la más frecuente siendo "Después de la escuela/ temprano" y "Noche", las actividades que se realicen causarán que el tiempo vaya avanzando. Ciertas actividades están restringidas a solo un espacio de tiempo en el día, días de la semana y tipo de clima, gran parte de las actividad durante la noche no estarán disponibles si el jugador entra al Mundo de la TV durante el día. Asimismo, algunas actividades y diálogos pueden estar limitadas por los 5 atributos del protagonista: Entendimiento, Diligencia, Valor, Conoci
miento y Expresión, las cuales pueden mejorarse tras realizar una actividad de mejora. Mientras que los jugadores son libres de escoger que hacer en el día, si fallan en rescatar a una persona atrapada en el Mundo TV antes de que la neblina aparezca, esto sucede cuando pasan varios días de lluvia, ese personaje será asesinado por una Sombra, causando el fin de la partida y forzando al jugador reiniciar desde su último guardado o semana de juego. Conforme el juego progresa, el protagonista va formando amistades con otros personajes, se les conoce como "Lazos Sociales" y cada una de esas amistades está representada en cartas de Tarot. Mientras más fuertes sean las amistades, los "Social Links" ("Lazos Sociales" en Español) ascenderán en rango, lo que da aspectos especiales cuando se crean nuevas Personas en la Habitación de Terciopelo. Del mismo modo, incrementar los "Lazos Sociales" con cualquier personaje que esté en el equipo principal, generará habilidades adicionales como la capacidad de hacer un ataque-de-continuación u otra habilidad extra de sus Personas.

### Personas
El principal objetivo del juego reside en las Personas, avatares proyectados desde el interior de los personajes, se asemejan a figuras mitológicas y representan las máscaras que la humanidad usa para enfrentarse a los obstáculos de la vida. Cada Persona tiene sus propias habilidades, así como fortalezas y debilidades a ciertos atributos. Conforme las Personas van adquiriendo experiencia después de una batalla y suben de nivel, pueden aprender nuevas aptitudes, ya sea ofensivas o de apoyo, las cuales se usan en batalla, o habilidades pasivas que le dan al personaje beneficios. Las Personas pueden equiparse hasta con 8 habilidades al mismo tiempo, cuando una de estas se vuelve vieja, se puede olvidar y aprender una nueva. Cada personaje en el equipo tiene su propia y única Persona, estos pueden volverse en una versión más fuerte al maximizar los lazos de amistad que se tiene con los personajes; el protagonista cuenta con una habilidad exclusiva llamada "Wild Card" que le permite tener varias Personas y cambiarlas durante combate para obtener diferentes movimientos y estrategias. El jugador puede conseguir nuevas Personas durante el Tiempo de Barajar, el protagonista pueden llevar más Personas conforme sube de nivel. Fuera de las mazmorras, los jugadoras podrán acceder a la Habitación de Terciopelo donde pueden crear nuevas Personas o invocar las que ya se tienen, por una cuota pequeña. Nuevas Personas son creadas tras fusionar dos o más criaturas, estas nuevas versiones adquieren las habilidades de los monstruos sacrificados en la fusión. El nivel de fuerza que tengan las Personas al crearse está limitado por el nivel que tenga el protagonista. Si el protagonista crece lo suficiente su lazo de amistad con un alguien del Arcano Mayor (Tarot), una Persona relacionada con esa carta de tarot recibirá un bono durante la creación del mismo.

### Combate
Dentro del Mundo TV el jugador armará su equipo, consistiendo en el protagonista y otros tres personajes, para explorar las mazmorras construidas aleatoriamente, cada una con características especiales de acuerdo a la víctima secuestrada. En cada piso de la mazmorra, el jugador encontrará Sombras vagando, así como tesoros que contienen objetos y equipamiento. Los jugadores progresarán por los pisos tras encontrar escaleras que los lleven al siguiente espacio hasta llegar al último nivel donde pelearan con el Jefe. Entrarán en la fase de combate cuando el personaje se acerca a los enemigos. Los personajes pueden sacar ventaja cuando atacan por la espalda a una Sombra, del mismo modo, si un enemigo ataca por detrás al equipo, le dará a las Sombras una ventaja. Similar al sistema "Press Turn" de otros títulos Shin Megami Tensei, las batallas están basadas por turnos, los personajes pelean utilizando armas, objetos o las habilidades especiales de sus Personas. Con excepción del protagonista que es controlado directamente, a los otros miembros del equipo se les puede dar órdenes o asignar "tácticas" alterando su forma de ataque. Si el protagonista agota la barra de vida (HP), el juego acabará, mandando al jugador a la pantalla de inicio.
Las habilidades ofensivas tienen una cadena de atributos/efectos: Físicos, Fuego, Hielo, Viento, Electricidad, Luz, Oscuridad y Todopoderoso. Del mismo modo, los enemigos tienen atributos y los miembros del equipo también tienen fortalezas y debilidades ante ciertos tipos de ataque, todo depende de la Persona o el equipamiento que tengan. Al aprovechar las debilidades de las criaturas o realizar un ataque crítico, el jugador puede noquearlos dando al personaje en turno otro movimiento. Asimismo, los enemigos pueden conseguir un movimiento adicional después de atacar a un personaje con el atributo al cual es débil. Si el jugador noquea a todos los enemigos, este conseguirá la oportunidad de ejecutar un movimiento llamado "Ataque total" donde todos los personajes se arrojan contra las criaturas causando una gran cantidad de daño. Después de la fase combate, el jugador puede adquirir puntos de experiencia, dinero y objetos como recompensa. A veces después de una batalla, el jugador puede participar en un minijuego llamado "Tiempo de Barajar" y "Posibilidad Arcana", estos se caracterizan por darle al jugador nuevas Personas o una serie de bonos.

## Narrativa

### Espacio y Personajes
Persona 4 se lleva a cabo en un pueblo ficticio de Japón conocido como Inaba (稲葉市 Inaba-shi?), y se encuentra en unas llanuras de inundación; tiene su propio instituto escolar y distritos de venta. Homicidios inexplicables se han estado presentando en este pequeño pueblo, donde los cuerpos de las víctimas aparecen colgando de antenas de televisión; se desconoce el motivo/causa de su muerte. Al mismo tiempo, corre el rumor de que ver la tele apagada en una medianoche lluviosa revelará el alma gemela de esa persona. El juego sigue a los personajes al Mundo TV, una dimensión llena de criaturas llamadas Sombras.
El protagonista es un joven de preparatoria, llamado (por voto de fanes más adelante) Yu Narukami, quien recientemente se mudó de la ciudad al pueblo Inaba para ir a la escuela. Allí, procede a volverse amigo de Yosuke Hanamura, el hijo, un tanto torpe, del mánager del local Junes; Chie Satonaka, una chica carismática con alto interés en las artes marciales; y Yukiko Amagi, una chica tranquila y refinada que ayuda en la posada familiar. Después de unos días dentro del juego, el protagonista, Yosuke y Chie siguen el rumor del "Canal de medianoche", los lleva a descubrir el Mundo TV y conocer a Teddie, una criatura amigable que aparece como un disfraz de oso. Usando las Personas, los estudiantes forman el Equipo de Investigación (E.I) para descubrir la conexión entre la dimensión TV y los asesinatos, y posiblemente capturar al culpable de todo. Al progresar en la historia, más personajes se añaden al E.I incluyendo a Kanji Tatsumi, un joven delincuente que posee talento para los pasatiempos de las chicas; Rise Kujikawa, una idol adolescente en busca de su identidad, se muda a Inaba como estudiante de intercambio; y Naoto Shirogane, una joven detective investigando el caso junto con la policía local, viste de hombre y se presenta como uno debido a su miedo por ser rechazada.

### Argumento
El 11 de abril de 2011, el protagonista llega a Inaba para vivir con los Dojimas: su tío Ryotaro y su prima Nanako. Está con ellos durante un año debido a que sus padres trabajan en el extranjero. Justo después de que llegó, un anunciador de televisión es encontrado sin vida, su cuerpo cuelga de una antena; Saki Konishi, la estudiante que encontró el cuerpo es más tarde asesinada y colgada de cabeza en un poste telefónico. Después de que el protagonista y sus amigos entren accidentalmente al Mundo TV, conocen a Teddie, quien los ayuda a pasar libremente entre el mundo real y la otra dimensión. Despiertan sus habilidades de Persona cuando descubren que los asesinatos son producto de ataques provenientes de las Sombras, criaturas nativas del Mundo TV y son una amalgama de las emociones reprimidas de las masas; el equipo se da cuenta de que tienen la posibilidad de detener los asesinatos y salvar a las víctimas. Yosuke, Chie, Yukiko, Kanji, Rise, y Teddie comienzan a aceptar la parte de su inconsciente que antes rechazaban y se manifestaba como una Sombra gigante en el Mundo TV; la aceptación les permite portar a las Personas y deciden hacerse un equipo. Mitsuo Kubo, un estudiante de otra escuela que desaparece después de la muerte de Kinshiro Morooka. Una maestra, proveniente de la anterior escuela del protagonista, toma crédito por los asesinatos; más tarde se descubre que la maestra solo mató a Morooka para hacer más creíble su fachada y que no tiene nada en común con los otros homicidios. Naoto Shirogane, un policía conocido como "El príncipe Detective" que investiga el caso es rescatado y consigue su propia Persona, después de salvarlo decide unirse al equipo, más adelante el grupo descubre que "él" de hecho es una mujer quien asumió el papel de hombre para evitar el sexismo que corre entre los policías.
Los eventos comienzan a incrementarse en el momento en que Ryotaro Dojima erróneamente acusa al protagonista de estar involucrado con los asesinatos. Nanako es secuestrada mientras que el protagonista está siendo interrogado debido a la acusación; el tío persigue en auto al secuestrador que también va en un vehículo, la persecución termina cuando ambos autos chocan y el culpable escapa junto con Nanako por una televisión que tenía en su camión, Ryotaro, gravemente herido, decide confiar el rescate de su hija al equipo del protagonista. El grupo sigue las pistas del culpable dentro de la dimensión TV; Taro Namatame, al ser descubierto se transforma en una criatura con aspecto de Dios —Kunino-sagiri— y procede a atacar, pero es derrotado y tanto Taro Namatame como Nanako son llevados al hospital de Inaba. En el hospital, Nanako muere y el equipo, enfurecido, confronta a Taro; el protagonista ayuda a los otros a darse cuenta de que Namatame no es el asesino ya que no tiene un motivo claro, posteriormente en su investigación se dan cuenta de que el asistente de Ryotaro, Tohru Adachi, es el verdadero asesino. El jugador tiene dos opciones: puede decidir entre lanzar a Namatame al Mundo TV lo que causaría que Nanako se quedará muerta o perdonar la vida de Taro provocando que Nanako reviviera milagrosamente. Una falla en descubrir la identidad del verdadero asesino en este caso, causará que el misterio quede sin resolverse. Si matan a Namatare o fracasa el equipo en resolver el misterio, una estela de niebla comenzará a aparecer en Inaba hasta volverse un estado de tiempo permanente, lo que eventualmente causará la pérdida total de la humanidad.
Una vez que se identifica al culpable, Adachi, el Equipo de Investigación procede a localizarlo en el Mundo TV. Adachi explica que sus acciones fueron el resultado de mucho tiempo de aburrimiento y el pensamiento de que la humanidad estaría mejor creyendo lo que quieran; sus actos son catalogados por el equipo como actitudes de un hombre loco. Después de afrontar a Adachi, es poseído por el dios japonés de la niebla, Ameno-sagiri, quien revela que la niebla es tóxica para las personas generando que la humanidad caiga en un estado de ignorancia permanente y se vuelvan Sombras. Al derrotarlo, este accede a remover la neblina y felicita al equipo por resolver el caso. Derrotado y lastimado, Adachi asume total responsabilidad por sus acciones y decide entregarse a las autoridades. El juego avanza a un día antes de que el protagonista deba irse de vuelta a casa. Si el jugador regresa a la residencia Dojima, el juego acabará con los miembros del Equipo de Investigación despidiéndose del protagonista mientras este se va de Inaba. Otra opción es si el jugador identifica la causa del "Canal de Medianoche" e intenta resolver el caso, el protagonista se encontrará con el grupo y juntos decidirán acabar con el misterio.
El protagonista confronta al empleado de la estación de gas que se encuentra al inicio del juego, quien resulta ser la diosa japonesa Izanami, la que controla todos los eventos que suceden en el juego. La niebla es un intento por crear un mundo de ilusiones que junta el Mundo TV con el plano humano, todo el plan fue por el "bien" de la humanidad. El grupo sigue a Izanami al Mundo TV y pelean contra ella, pero la primera vez fueron derrotados; el protagonista, al ser derrotado, se le otorga la fuerza forjada por las amistades que hizo, con este poder logra despertar una nueva Persona - Izanagi-no-Okami- con la que vence a Izanami. Al derrotarla, la neblina del mundo humano desaparece y el Mundo TV regresa a su forma original. El juego termina con el equipo despidiéndose del protagonista, la escena de los créditos muestran que todo el equipo se vuelven amigos para siempre, mientras que el protagonista examina una foto del grupo.

#### Persona 4 Golden

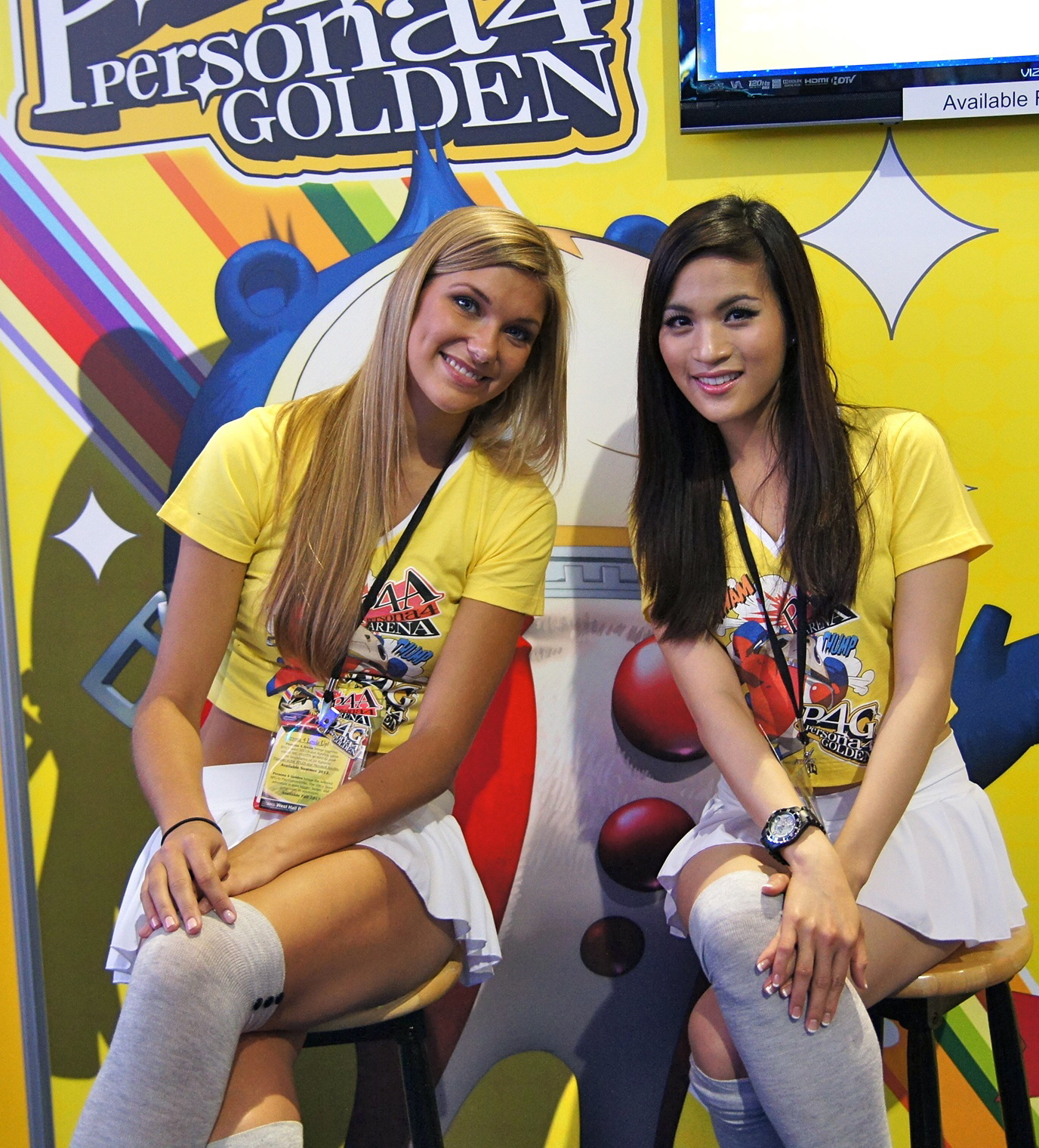
Stand publicitario de Persona 4 Golden en E3 2012

Persona 4 Golden añade dos nuevos "Lazos Sociales" al juego; Adachi y Marie, una chica misteriosa que se vuelve un asistente en la Habitación de Terciopelo. Ella quiere saber más sobre el "mundo exterior" con la ayuda del protagonista, y al mismo tiempo intentar de recordar quien es ella en realidad. 
Si el jugador aumenta los lazos con Adachi a cierto nivel, se le dará la opción de esconder la identidad de Adachi, como el asesino, del resto del Equipo de Investigación, provocando que este caso quede sin resolverse. El último día en que el protagonista estará en Inaba, puede escoger entre visitar a Adachi o destruir evidencia crucial para la investigación de los asesinatos. Adachi después amenaza al protagonista de arrestarlo por haber destruido las evidencias, si no contesta sus llamadas. El final del juego es similar en todos los aspectos, sin embargo, al pasar los créditos, el protagonista se ve pasando por las aceras y cruza caminos con Adachi. Procede a sostener su teléfono en mano mientras una sonrisa se va formando en la cara de Adachi.
Después de que el Equipo de Investigación derrote a Ameno-sagiri, Marie desaparece de la Habitación de Terciopelo y Margaret promete, al protagonista, encontrarla. El equipo decide ir a esquiar juntos, durante ese tiempo se cruzan con una cabaña que tiene un televisión dentro. La televisión resultó ser un portal al "Bosque Vacío", donde se había escondido Marie. Mientras que la dimensión del Bosque Vacía está al borde del colapso, el grupo corre a salvar a Marie; si el jugador falla en salvarla, Marie desaparecerá de la memoria de los demás. Al encontrar a Marie, ella revela parte de su identidad real que es Kusumi-no-Okami, creada para actuar como un espía de Ameno-sagiri con el fin de saber lo que la humanidad desea; una vez derrotado Ameno-sagiri, la neblina es absorbida dentro del cuerpo de Marie. El plan de ella era matarse para que la neblina no se esparciera alrededor del mundo otra vez, pero el Equipo de Investigación se niega a dejarla morir, derrotándola y liberándola del control de la neblina. 
Tras derrotar a Izanami-no-Okami, Marie revela su identidad completa que es Izanami-no-Mikoto, una diosa que busca proteger y cumplir los deseos de la humanidad. Una vez que Kunino-sagiri, Ameno-sagiri, e Izanami-no-Okami se fusionan, ella logra estar completa otra vez y desaparece de la Habitación de Terciopelo. El verdadero final se muestra con el juego saltandosé unos meses después de la última escena (y después de los eventos en Persona 4 Arena Ultimax), se ve al protagonista regresando a Inaba para verano. Luego de su llegada a la estación de tren, descubre que Namatame se postuló para alcalde y de esa forma reparar sus acciones anteriores. El jugador encontrará a los amigos del protagonista, los cuales se ven diferente a comparación de la última vez que se vieron; se dirigen hacia la residencia en la que se había hospedado anteriormente, donde la familia Dojima prepara una fiesta sorpresa. 
Mientras están comiendo, el protagonista se entera de cuantos cambios hubo en el vecindario, le informan que Adachi se volvió un preso con muy buena conducta, y ve a Marie en la noticias como la nueva y popular chica del clima. Dependiendo de las elecciones del jugador, Marie declarará su amor al protagonista mientras está dando el clima para el verano, todo el Equipo de Investigación observa con caras de sorpresa. Nanako procederá a hablarle a todos al oído antes de que le den la bienvenida de vuelta a casa a Yu (protagonista). Luego de que Kanji dice la frase incorrecta de bienvenida, todo el equipo lo crítica y el protagonista solo sonríe; sale una nueva pantalla de créditos con otra foto grupal en la cual también sale Marie sonriendo.

## Desarrollo
Según el director del juego Katsura Hashino, aunque las "ideas estaban ya estuvieran en la mesa", el desarrollo de Persona 4 en Japón comenzó hasta que Persona 3 tuviera su lanzamiento. El equipo de desarrolladores consistía en parte del grupo que trabajó Persona 3 y nuevos empleados que eran fanes de la franquicia Persona. Atlus tenía el propósito de mejorar la jugabilidad y aspectos de la historia provenientes de Persona 3 para este nuevo título, y de esa forma asegurarse de que no fuera solo una copia de su predecesor. Hashino dijo que "para cumplir con eso, tuvimos que intentar darles a los jugadores de Persona 4 un objetivo claro y la sensación de propósito, de esa manera se mantendrían motivados conforme avanzaban en el juego". "La narrativa alrededor de los misteriosos asesinatos fue nuestra forma de hacerlo". La argumentación de Persona 4 estuvo "fuertemente inspirada", según Hashino, por novelistas de misterio como Sir Arthur Conan Doyle, Agatha Christie y Seishi Yokomizo. Persona 4 fue oficialmente anunciado en la revista de videojuegos japonesa Famitsu en marzo del 2008. El artículo detalla la premisa de asesinatos misteriosos del juego, el espacio rural (pueblo Inaba) y el nuevo sistema de pronóstico del tiempo. La fecha de lanzamiento para América del Norte se anunció en la Exposición de Anime 2008 en Los Ángeles, California. Atlus no quiso hacer un disco con contenido especial o con un epílogo para Persona 4, como se había hecho antes con Persona 3 FES. Persona 4 dejaría que los jugadores tuvieran control total de los personajes durante la fase de batalla; esto se debió a que los fanes dieron opiniones negativas sobre cómo gran parte del equipo en Persona 3 estaba siendo controlado por la IA (Inteligencia Artificial) del juego. La cantidad de datos que el equipo terminó incorporando sobre la vida escolar, las relaciones entre los personajes y diálogos con voz, era tan grande que se temía que no existiera suficiente espacio en un solo disco. Las escenas con actuación fueron animadas y producidas por Studio Hibari.
El diseño de Inaba se basó en un pueblo a las afueras del Monte Fuji. El concepto rural fue una fuente de conflicto entre los desarrolladores de Persona 4, debido a que "cada miembro tenía su propia imagen sobre como era un pueblo", según el director Katsura Hashino. El grupo completo salió a una "caza de espacios" para determinar como sería el diseño de Inaba. Inaba no representa un "pueblo rural que tiene atracciones para turistas", sino es más un espacio no destacable, es un "lugar en la nada". Hashino describe al pueblo como "ya sea mejor o peor... un pueblo corriente". A diferencia de otros juegos de rol, que tienen un mundo extenso para que el jugador explore, Persona 4 centraliza la exploración en Inaba. Esto contribuyó a que el costo de desarrollo fuera bajo y permitió a Atlus "expandir otras porciones del juego". Una centralización del juego permitiría a los jugadores "entender más la vida cotidiana que sucede en el juego". Para prevenir que ese contexto se vuelva aburrido o poco llamativo, el equipo de desarrollo pensó en crear una serie de eventos dentro del juego "que lo mantuviera entretenido". Se escogió figuras míticas japonesas para las Personas de los personajes, una decisión que difiere de los antiguos juegos que utilizaban deidades Griegas/Romanas. Las apariencias de las Personas fueron basados en la personalidad de los personajes. El diseño para las Personas fue un proceso de creatividad y libertad, aunque las deidades japonesas tengan especificaciones en sus atributos, no existen apariencias físicas concretas, por lo tanto, el equipo pudo crear sus propios diseños. Las Sombras fueron creadas por Hashino sin mucha retroalimentación de otras personas, sin embargo, buscó ayuda del personal femenino para poder crear a las Sombras con características femeninas.
Sin importar que vivan en un pueblo a las afueras de la ciudad, los personajes de Persona 4 se diseñaron para verse y sonar "normales" como "cualquier estudiante de preparatoria moderno" , de acuerdo con el jefe de edición, Nich Maragos. Inicialmente, el pensó y escribió a los personajes siendo "más rurales de lo que realmente se necesitaba". "Los personajes no son exactamente pueblerinos... solo sucede que viven en un espacio que no es principalmente un área metropolitana." Al entrevistar a los miembros de desarrollo para Persona 4, un editor  de 1UP.com, Andrew Fitch, notó que los personajes provenientes de ciudad — Yosuke y el protagonista — tienen un cabello "más estilizado" en comparación con otros personajes. El director de arte Shigenori Soejima utilizó los estilos de cabello para diferenciar a los personajes que vienen de la ciudad y otros pertenecientes al pueblo de Inaba. "Con Yosuke en particular, le di accesorios como audífonos y una bicicleta, para hacerlo más obvio que el es de la ciudad".

### Adaptación
Al igual que con Persona 3,  la adaptación para Persona 4 fue gestionada por Yu Namba y Nich Maragos de Atlus USA. Asimismo, participaron cuatro traductores y otros 2 editores. Los "Lazos Sociales" se dividieron equitativamente para que cada traductor y editor tuviera la misma cantidad de trabajo. En el proceso de adaptación del juego, el nombre de los personajes fue alterado para que la audiencia internacional se familiarizara, un ejemplo es Kuma el cual se renombró a Teddie. Un cambio similar fue hecho en el nombre artístico de Rise Kujikawa, "Risechie" (りせちー Risechī?) en Japón, a "Risette". Nanba también explicó el cambio de "Comunidad" a "Lazos Sociales", debido a las mecánicas de juego, ya que "comunidad" tiene un significado diferente en inglés; el personaje de Igor ayudó al cambio ya que dentro de sus diálogos se incluían palabras como "sociedad/sociales" y "lazos". Hubo nombres que también se cambiaron para contar un chiste u otra necesidad lingüística que incluyen a nombres de los objetos como: "Kae Rail" en la versión japonesa a "Goho-M" ya que el objeto que lleva de vuelta a casa a los jugadores se llama "go home". Algunas referencias a las culturas de Japón que no se traducirían fueron removidas del juego, como Kosuke Kindaichi. Asimismo, existieron problemas con la traducción de las mazmorras de Yukiko, Kanji y Rise, ya que en inglés los nombres fueron hechos para entrar en las gráficas japonesas (cuadros de texto), y la mazmorra de "Búsqueda de Vacío" tenía gráficas que estaban basadas en la consola Famicom. También repensaron qué tan popular sería la Sombra de Kanji en el oeste y como no cambiaría la forma en que lo ve la audiencia en otros lugares. Otra diferencia notable fue el hecho de que el protagonista se refiriera a sus compañeros y personajes por su primer nombre en la versión en inglés, para la versión japonesa es distinto. Durante el doblaje, los editores solían cambiar entre primer nombre y apellidos para generar un efecto dramático.
El gerente de proyecto de Atlus, Masaru Nanba comentó que se decidió que el "Shin Megami Tensei" se quedaría en el título de Persona 3 y Persona 4, ya que se cree que son parte de la misma serie junto con Shin Megami Tensei: Nocturne; no obstante, el "Shin Megami Tensei" fue omitido en los títulos de Persona 4 Golden y Persona 4 Arena, puesto que el nombre habría quedado muy largo. Del mismo modo, Persona 4: The Ultimate in Mayonaka Arena y Persona 4: The Golden fueron "abreviados" de sus antiguos títulos. Al igual que Persona 3, los honoríficos para las pistas de voz que se utilizaron para la versión japonesa, se mantuvieron en el doblaje a inglés, a pesar de que existieran disputas entre los fanes. Esto se hizo primordialmente por mantenerse fiel al material original del juego. La pronunciación de honoríficos, así como los sonidos de los nombres fue un aspecto con el cual tuvieron mucho cuidado al traducir ya que el equipo requería familiarizarse, razón por la que el doblaje en inglés se haya tardado más. Un miembro del equipo de doblaje que también ha participado en Persona 3 fue Yuri Lowenthal. A pesar de que Yuri ha doblado para varios personajes en Persona 3, Namba quería que jugara un papel más importante. Su rol como Yosuke terminó incluyendo más líneas de diálogo que otros personajes. Los roles importantes para el equipo de traducción fueron los de Teddie y Rise, ya que estos serían el soporte del Equipo de Investigación. Otro elemento  del guion en inglés fue que el uso de groserías incremento a comparación de Persona 3: el primer borrador contó con un lenguaje agresivo el cual fue eliminado en la versión final. El personaje de Kanji tuvo mucho diálogo con groserías gracias a su personalidad volátil. El uso de un lenguaje pesado fue considerado para ciertas escenas que tuvieran emociones específicas.

### Música
La música original del juego fue principalmente compuesta, arreglada y diseñada por Shoji Meguro. La banda sonora presenta canciones con voz por Shihoko Hirata, quien Meguro sintió que era capaz de alcanzar las emociones necesarias para las pistas, con la letra hecha por Reiko Tanaka. Meguro se le dio un borrador de la narrativa del juego y trabajó en la música simultáneamente con el desarrollo de la historia y los diálogos, empezando con sus propios demos de las canciones hasta definir los últimos detalles. De acuerdo con Meguro, las canciones de "Pursuing My True Self" y "Reach Out to the Truth" se compusieron para reflejar los conflictos internos de los personajes principales; la primera canción que se utilizó para la introducción del juego, sirvió para entender las batallas internas de cada personaje, mientras que la segunda, usada para las fases de combate, enfatiza "la fortaleza de estos personajes al ir pasando los obstáculos de sus conflictos interiores". La canción de "Aria of the Soul" utilizada en la Habitación de Terciopelo, un concepto común entre todos los títulos de Persona, se quedó tal cual está en juegos previos, Meguro opina que "la edición de la pista ha sido perfeccionada" en títulos anteriores. Los compositores Atsushi Kitajoh y Ryota Kozuka también contribuyeron en la creación de la banda sonora. Kitajoh, quien ya había elaborado música para Atlus en sus juegos Growlanser VI y Trauma Center: New Blood, ayudó con cuatro pistas de Persona 4, mientras que Kozuka escribió la canción de "Theme of Junes".
Los discos (2 CD) con banda sonora de Persona 4 fueron publicados en Japón por Aniplex, el 23 de julio del 2008. Asimismo, se publicaron en América del Norte. El lado A de la banda sonora fue incluida como un bono en la versión física del juego, mientras que el lado B fue un exclusivo de Amazon.com en su paquete Persona 4 Social Link Expansion Pack. Del mismo modo a Persona 3, una "Reencarnación" del álbum, llamado "Never More", fue lanzando en Japón el 26 de octubre del 2011; contaba con las versiones completas de las pistas vocales y mezclas extendidas de las pistas instrumentales. Never More alcanzó estar entre los puestos más altos en Oricon en sus tablas semanales de los mejores albúms y en Billboard  durante la semana de su lanzamiento, vendiendo más de 27,000 copias.

## Recreaciones y derivaciones

### Persona 4 Golden
Persona 4 Golden, se estrenó en Japón bajo el nombre de Persona 4: The Golden, fue anunciado en agosto de 2011 como una versión adaptada de Persona 4 para la consola portátil PlayStation Vita. Se tenía pensando por Altus, en que fuera un título exclusivo para PlayStation Portable, así como Persona 3 Portable, con lo cual el equipo temía que tuvieran la obligación de remover ciertos aspectos del juego de la versión original de PlayStation 2. Sin embargo, el Vita tuvo las suficiente capacidad para que Altus expandiera el juego. Por lo tanto, se expandió añadiendo nuevas características y elementos de la historia. Un nuevo personaje llamado Marie fue añadida a la historia. Personas adicionales, vestimentas para los personajes y otras líneas de diálogo junto con escenas animadas fueron incluidas, al igual que dos nuevos "Lazos Sociales" para Marie y Tohru Adachi. El juego cuenta con el soporte a internet del Vita para que los jugadores pidan ayuda durante la fase de combate en las mazmorras. Otra característica nueva es un jardín que produce objetos para que el jugador use durante sus aventuras. Este título se lanzó el 14 de junio de 2012 para Japón. Persona 4: The Golden también es el primer juego de la franquicia Persona en ser estrenado en chino tradicional.
El lanzamiento de Persona 4: The Golden resultó en un incremento de ventas para la consola portátil PlayStation Vita. Durante su semana de debut, el juego vendió 137,076 unidades en Japón. Media Create declara que las ventas de este título superan otros de la franquicia debido al alcance de Persona 4 en otras plataformas y medios de publicación. A mediados de julio de 2012, ya había venido 193,412 unidades en Japón. Este fue el octavo juego más comprado en la tienda digital japonesa de la consola Vita en 2013. En abril de 2014, el juego había entregado 350,000 copias en Japón, y más de 700,000 copias alrededor del mundo en diciembre de 2013.
La banda sonora de esta versión salió el 27 de junio de 2012 para Japón; consiste en un solo disco con 15 canciones nuevas compuestas por Shoji Meguro y Atsushi Kitajoh.
En una entrevista con RPGamer en E3 2012, Atlus USA reveló que en cuanto al contenido extra en el "Canal de televisión" especial, la versión americana tendría todo el contendió que la japonesa con excepción de dos comerciales faltantes. Se estrenó para la PlayStation Vita el 20 de noviembre de 2012.  10,000 copia especiales acompañaron el lanzamiento el 20 de noviembre de 2012, llamadas "Solid Gold Premium Edition". NIS America lanzó en juego para Europa el 22 de febrero de 2013.
En junio de 2020, durante el PC Gaming Show 2020, ATLUS anunció la remasterización y lanzamiento de Persona 4 Golden en Steam tras haber sido exclusiva para PlayStation Vita desde 2012. Debido al éxito en ventas durante un Nintendo Direct Mini emitido el 28 de junio de 2022, se anunció en conjunto con Nintendo que Persona 5 Royal, Persona 4 Golden y Persona 3 Portable llegarán a la consola Nintendo Switch y consolas XBOX vía XBOX Game Pass.

### Persona 4 Arena
Una secuela presentada como  juego de peleas, Persona 4 Arena, conocido en Japón como Persona 4: The Ultimate in Mayonaka Arena, fue desarrollado por Arc System Works, la compañía reconocida por crear las series de Guilty Gear y BlazBlue, y salió en 2012 para las arcade, PlayStation 3 y Xbox 360. Como el anime, el protagonista es llamado Yu Narukami. Los personajes de Persona 3 Aigis, Mitsuru, Elizabeth, y Akihiko también están en este título. La cronología sigue dos meses después del Verdadero Final del juego original, los miembros del Equipo de Investigación son jalados de vuelta al "Mundo TV" y forzados a pelear es un torneo llamado "P-1 Grand Prix" su anfitrión es Teddie.
La secuela a este título es, Persona 4 Arena Ultimax, se lanzó en los arcade japoneses en noviembre de 2013, para PlayStation 3 y Xbox 360 más tarde en 2014. Tiene lugar un día después de los eventos en Arena, el Equipo de Investigación debe derrotar a sus Shadows en este nuevo torneo, el "P-1 Climax", de esa forma salvar a los Operativos Sombra y detener la propagación de una misteriosa neblina rojiza que rodea Inaba. El juego añade 7 personajes jugables de Persona 3 y Persona 4 Golden, así como un nuevo antagonista, Sho Minazuki.
Personajes de Persona 4 Arena están presentes en el videojuego de lucha BlazBlue: Cross Tag Battle.

### Persona Q: Shadow of the Labyrinth
Persona Q: Shadow of the Labyrinth es un juego de RPG de calabozos desarrollado para Nintendo 3DS, el cual se caracteriza por tener personajes de Persona 3 y Persona 4, así como mecánicas de juego provenientes de la franquicia de Etrian Odyssey. En la cronología sus eventos están en medio de Persona 4, el Equipo de Investigación son arrastrados a una dimensión alterna de la escuela preparatoria Yasogami y tiene que trabajar en conjunto con los miembros de Equipo Especializado de Ejecución Extracurricular (SEES) para encontrar la forma de escapar. El juego se estrenó el 5 de junio de 2014 para Japón, en América del Norte tuvo su lanzamiento el 25 de noviembre de 2014, y en Europa el 28 de noviembre de 2014.

### Persona 4: Dancing All Night
Persona 4: Dancing All Night es un juego de ritmo desarrollado por Atlus para el PlayStation Vita, cuenta con canciones de la franquicia Persona. El juego tiene lugar en la cronología después de medio año de los eventos de Persona 4, mientras el Equipo de Investigación observa dentro de un misterioso campo de baile llamado "Midnight Stage", el secuestro a las chicas del grupo idol de Rise. El juego fue lanzando el 25 de junio del 2015 para Japón.

## Otros medios

### Mercancía
Con el lanzamiento de Persona 4, Atlus también produjo una línea de mercancía, incluyendo: figuras de acción, juguetes y ropa. Atlus colaboró con la compañía de publicación japonesa Enterbrain para estrenar las dos guías de estrategias para el juego, un libro de arte detallando a los diseños de personajes e Inaba, así como un libro de fanes llamado Persona Club P4 el cual incluía arte oficial, arte de fanes y entrevistas con el equipo de diseño. Gran parte de los objetos fueron estrenados únicamente en Japón, mientras que otras manofactureras japonesas también produjeron figurillas y juguetes. Las figuras de acción incluían una figurilla PVC de escalas 1/8 de Yukiko Amagi, así como de Teddie y Rise Kujikawa producidas por Alter. Mercancía con la licencia Atlus vendida por Cospa incluye playeras, bolsas de mano y chamarras, así como accesorios que usaba la personaje Chie de Persona 4.
Udon recientemente anunció que presentará una edición en inglés del libro de Persona 4: Official Design Works de Enterbrain que saldría el 8 de mayo de 2012.

### Historietas japonesas
Persona 4 también tuvo su adaptación a historieta japonesa (manga). Fue escrito por Shūji Sogabe, el artista del manga de Persona 3, y comenzará su publicación en ASCII Media Works' Dengeki Black Maoh Volumen 5 en septiembre de 2008. El primer tankōbon (volumen recopilatorio) fue estrenado el 26 de septiembre de 2009 y otros seis volúmenes se han publicado desde el 27 de febrero de 2012. Shiichi Kukura también escribió Persona 4 The Magician (ペルソナ4 The Magician?), una historieta que se centra en la vida de Yosuke Hanamura durante su estancia en Inaba, antes de que los eventos del juego comenzaran. Su único volumen salió el 27 de agosto del 2012. Una adaptación a historiera de la novela ligera, Persona × Detective Naoto, ilustrada por Satoshi Shiki, comenzó su imprenta en la revista Dengeki Maoh en su edición del 27 de noviembre del 2012.

### Novelas ligeras
Mamiya Natsuki escribió la novela ligera titulada Persona × Detective Naoto (ペルソナ×探偵NAOTO Perusona × Tantei Naoto?) que se centra en el personaje Naoto Shirogane un años después de los eventos en Persona 4. Es contratada para investigar la desaparición de un amigo de la infancia en la ciudad Yagakoro donde haría equipo con Sousei Kurogami, un detective mecanizado. Cuenta con ilustraciones de Shigenori Soejima y Shuji Sogabe, la novela ligera fue lanzada por Dengeki Bunko el 8 de junio de 2012 para Japón.

### Anime
Una animación (anime) de 25 episodios que fue adaptación del juego original, fue producida por AIC A.S.T.A. y dirigida por Seiji Kishi, se transmitió por MBS entre los meses del 6 de octubre de 2011 y el 29 de marzo de 2012. Un episodio adicional, caracterizado por tener el Verdadero Final, fue transmitido en el décimo volumen de Persona 4 el 22 de agosto de 2013. La suera cuenta con gran parte de los personajes originales del juego, sin embargo las grabaciones de voz para Igor fueron tomadas directamente del juego ya que su actor, Isamu Tanonaka, murió en enero de 2010. Aniplex lanzó la serie en DVD y Blu-ray entre el 23 de noviembre de 2011 y agosto 22 de agosto de 2012, con el primer volumen conteniendo la versión de director del primer episodio y un CD extra. Sentai Filmworks dio la licencia para la serie en Norteamérica, transmitiendola simultáneamente en Anime Network y se estrenaba la serie en DVD y Blu-ray en dos volúmenes el 18 de septiembre de 2012 y el 15 de enero de 2013. Al igual que la versión japonesa, el doblaje en inglés retiene las voces originales del juego en inglés, no obstante el Blu-Ray omitiría la opción para cambiar el audio a japonés. Kazé y Manga Entertainment estrenaron la serie en el Reino Unido en tres paquetes de BD/DVD entre el 24 de diciembre de 2012 y 22 de julio de 2013. Una película que es una recopilación de la serie, titulada Persona 4 The Animation -The Factor of Hope-, fue estrenada en los cines japoneses el 9 de junio de 2012, caracterizada por una versión más completa de la historia y nuevas escenas animadas. Una segunda adaptación animada basada en Persona 4 Golden, titulada Persona 4: The Golden Animation, estuvo en producción por A-1 Pictures y comenzará su transmisión por el bloque de anime MBS en julio de 2014.

### Producción en vivo
Una versión en vivo titulada VisuaLive: Persona 4 (VISUALIVE『ペルソナ4』 VisuaLive: Perusona Fo?) se presentó en marzo entre los días 15 a 20, 2012.  Los actores protagonizando eran Toru Baba como el protagonista de la historia, Takahisa Maeyama como Yosuke Hanamura, Minami Tsukui como Chie Satonaka, Risa Yoshiki como Yukiko Amagi, Jyōji Saotome como Daisuke Nagase, Motohiro Ota como Kou Ichijo, y Masashi Taniguchi como Ryotaro Dojima, y Masami Ito como Tohru Adachi. Kappei Yamaguchi representó en voz el rol de Teddie y Rie Kugimiya representó en voz el rol de Rise. Un anuncio sobre la adquisición de Youichiro Omi para el papel de Kanji Tatsumi el 1 de diciembre de 2011. VisuaLive: Persona 4 retoma la historia del juego justo en el momento en que Kanji es reclutado en el equipo. Una segunda presentaicón, titulada VisuaLive: Persona 4: The Evolution (VISUALIVE『ペルソナ4 The Evolution』 VisuaLive: Perusona Fo The Evolution?), explica la segunda mitad de la historia; se expuso en octubre 3 al 9, 2012. Adicionalmente, el reparto incluye Yuriya Suzuki como Rise Kujikawa, Juria Kawakami como Naoto Shirogane, Yasuhiro Roppongi como Tarou Namatame, Shotaro Mamiya como Izanami y Arisa Nakajima como Margaret. Yumi Sugimoto remplazó a Yoshiki como Yukiko Amagi.

## Lanzamiento y recepción
Persona 4 fue un juego altamente elogiado por críticos dentro y fuera de Japón, y continuó entre los primeros lugares en ventas durante su lanzamiento. En Japón, el juego vendió 193,000 copias en una semana de su estreno, mientras que en América del Norte, Persona 4 fue el juego más vendido para PlayStation 2 en Amazon.com por dos semana consecutivas. Un disco con la banda sonora fue incluido en el lanzamiento de América del Norte y Europa, el cual contiene una selección de pistas originarias de la banda sonora completa en Japón. Amazon.com vendió la edición exclusiva de Persona 4 llamada "Social Link Expansion Pack", este contenía un disco adicional de música canciones, una playera, un calendario del 2009 y un muñeco de Teddie.

### Recepción y críticas
Persona 4 fue recibido positivamente por los críticos de juegos durante su estreno. Jeff Gerstmann de Giant Bomb lo describe como «uno de los mejores momentos que he tenido con los videojuegos, ya sea mientras estoy jugándolo o viéndolo jugar a otra persona». Famitsu destaca que «aunque no haya mucho de diferente con su predecesor», apreció el cambio en el sistema de combate, donde el ritmo «es más rápido y no se vuelve una molestia», y la habilidad de controlar a los miembros del equipo durante batalla «hace que el juego sea mucho más fácil». Por otra parte, IGN notó que «el ritmo puede ser un tanto extraño», y «que algunas cosas se rechazaron o no fueron remodeladas desde los títulos previos», mientras felicitó al juego por ser una «evolución de RPG, así como un clásico». Asimismo, explica que la banda sonora puede ser «un poco repetitiva». Ryan Mattich, un fan de los RPG, recomendó Persona 4 como «una de las mejores experiencias de RPG del año», destacando que «entre las versiones adaptadas más hechas» este juego es «casi un ejemplo perfecto entre el equilibrio de volver a lo que funciona y hacer progresar el género». Andrew Fitch de 1UP.com cataloga Persona 4 como «uno de los RPG más épicos de la década», pero critica su «pequeño problema de carga» y el tiempo «de espera a que la historia avance». GameTrailers le dio al juego una calificación de 9.3, diciendo que es un excepción en la regla de los juegos de rol japoneses, y que sobresale de cualquier otro JRPG, incluyendo su predecesor Persona 3. Wired señala que mientras las gráficas no están al nivel de Xbox 360 o PlayStation 3, "su estilo de arte compensa eso". También se felicita la banda sonora como «excelente, especialmente la canción de batalla».
La narrativa del juego obtuvo opiniones mixtas. IGN declara que Persona 4 como una historia de "asesinatos misterioso va en contra de lo familiar con Persona 3", y mientras este elemento añade "interesantes cambios" a la travesía de mazmorras y la simulación social del juego, también hace que la narrativa «se vuelva lenta y sufra por eso». Tim Henderson de Hyper,  opina que el juego está «intencionalmente embellecido con leyendas urbanas absurdas y otras ideas que puestas juntas resultan en algo increíblemente coherente». Por otra parte, critica que la narrativa lleva un ritmo lento y por cómo siente que el juego «carece de piezas importantes». 1UP.com llamó Persona 4 un «elegante misterio de asesinatos», la comparación hecha con un «pequeño pueblo con una aventura estilo Scooby-Doo».
Este juego también destaca por la "gran cantidad de historia alrededor de lo sexual", como dijo Ryan Mattich. Uno de los personajes jugables que llamó la atención de los críticos fue Kanji, quien es considerado como uno de los primeros personajes, en un videojuego popular, que tiene conflictos con su orientación sexual, y a Atlus se le ha felicitado por la inclusión de dicho personaje. Atlus USA ha mencionado que deja las preferencias sexuales de Kanji ambiguas para que el jugador decida; pero Atlus Japón no ha dicho nada acerca del tema. Según la doctora Antonia Levi, autora de  Samurai from Outer Space: Understanding Japanese Animation, el cuestionamiento de la sexualidad de Kanji en el guion es un "comentario en la homosexualidad en el contexto social del japonés", en el que «la noción de "salir del armario" se ve como indeseable... porque requiere adoptar una posición opuesta a los valores y estilos de vida cotidianos». Brenda Brathwaite, autora de Sex in Video Games, pensó en que "hubiera sido increíble si se hubiera hecho un comentario concreto diciendo que [Kanji] es gay", pero quedó "sorprendida" por la forma de tratar y representar "los conflictos internos e interacciones con amigos" de este personaje.

### Premios
A Persona 4 se le dio el trofeo de "Juego del año" en los premios Famitsu 2008, votado por los lectores de Famitsu. También fue reconocido por Computer Entertainment Supplier's Association como un poseedor del "Premio de Excelencia al Juego del Año" en los premios de videojuegos de Japón (Japan Game Awards) en 2009. Se le dio el premio por su "trabajo de alta calidad, "excelente historia, mazmorras generadas automáticamente e impresionante música de fondo". En 2013, GamesRadar le dio el rango del quinto "La mejor historia de videojuegos", declarando que "su más grande fortaleza viene del ritmo". En 2015, GamesRadar nombró Persona 4 Golden el 53 mejor juego en su lista de "Los mejores 100 videojuegos de todos los tiempos". En ese mismo año, USgamer lo posicionó en quinto lugar en su lista de "Los mejores 15 videojuegos desde el año 2000".